# Curral das Freiras

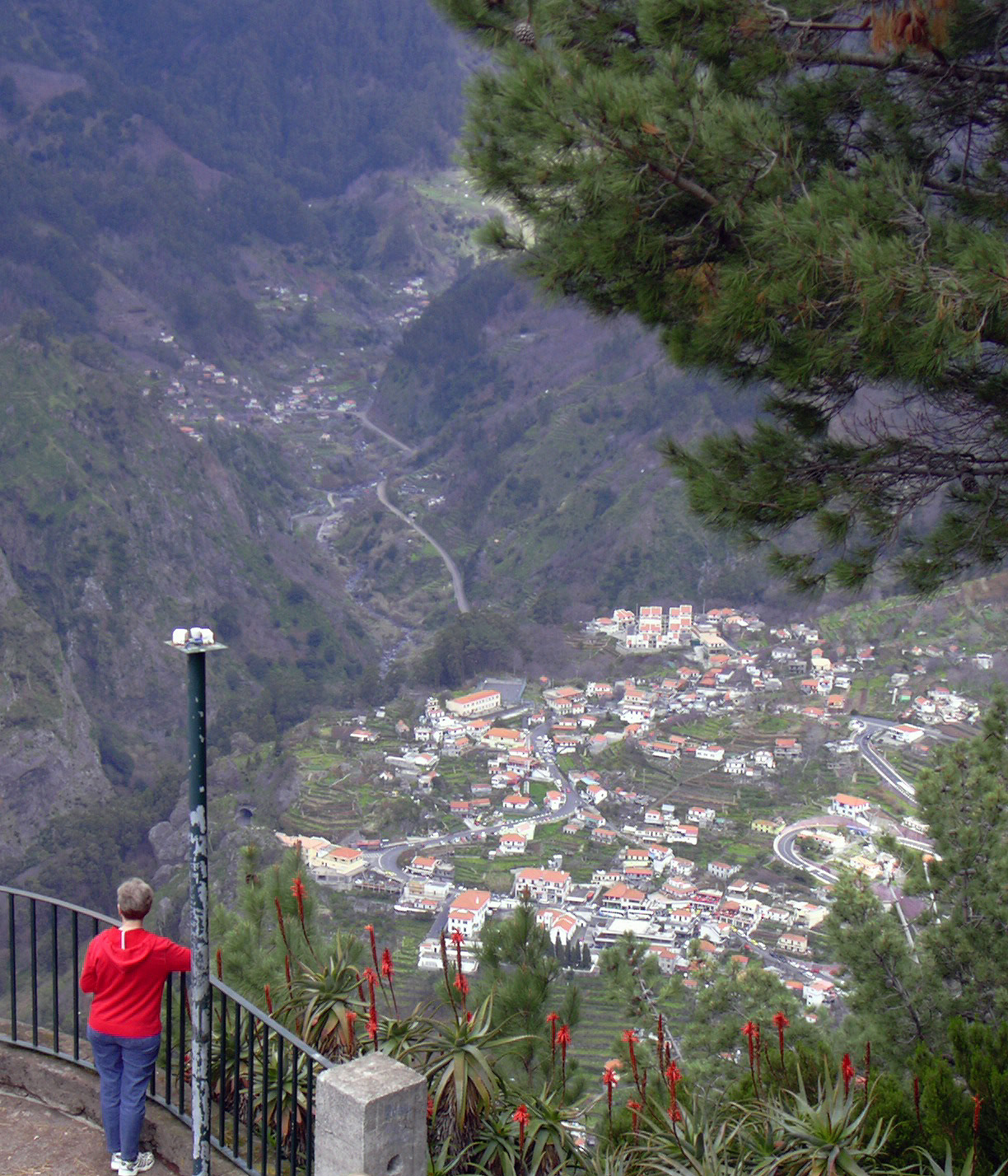
Curral das Freiras a Pico do Serrado csúcsról

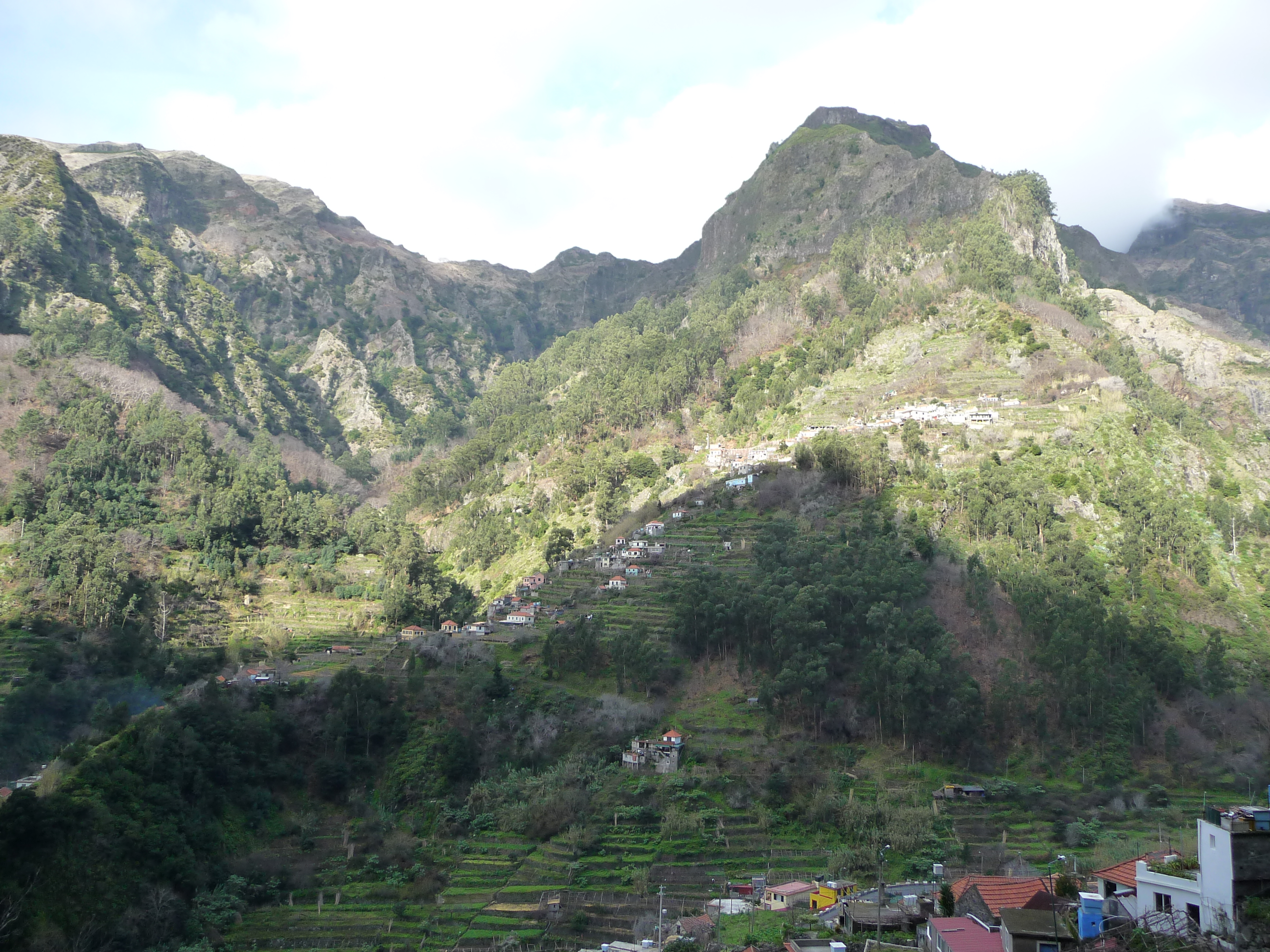
Curral das Freiras Curral de Baixo városrésze teraszosan művelt földekkel

Curral das Freiras egy mintegy 200 lakosú falu Madeira szigetének Câmara de Lobos járásában, a Ribeira do Curral das Freiras patak völgyében.

## Nevének eredete
A Curral das Freiras név jelentése: az apácák istállója. Azért hívják így ezt a helyet, mert sokáig a Funchalban található Szent Klára (Santa Clara) kolostorban lakó klarissza rendi apácák tulajdona volt; ők legeltették állataikat a sziklakatlanban. Olyankor, amikor kalózok támadták meg a szigetet (így 1566-ban, Funchal két hetes megszállásakor), az apácák többször maguk is ide menekültek. A völgykatlant az tette ideális menedékhellyé, hogy kocsiút egyáltalán nem vezetett oda, csak egy nehezen járható, magashegyi gyalogösvény.

## Földrajzi helyzete, településrészei
A sziget közepétől kissé keletre, a róla elnevezett Ribeira do Curral das Freiras középső, de még mindig felső szakasz jellegű folyásán fekszik, ahol a völgy teraszosan, katlanszerűen kiszélesedik – ezt a patakot a torkolat közelében már Ribeira dos Seccoridosnak hívják; ez Funchal és Câmara de Lobos határa. A patak a sziget legmagasabb csúcsa, a Pico Ruivo tövében ered, és felső szakaszán három, közigazgatásilag Curral das Freirashoz tartozó tanya – Fajã dos Cardos, Cumeal és Fajã Escura – mellett folyik el. A faluban ágazik ki a patakból a Levada do Curral, ami Funchal São Martinho városrészébe viszi a források összegyűjtött vizét.
A falu hosszan nyújtózik el a völgyben; a házak helyenként a hegyoldalakra is felkapaszkodnak. Menedékhelynek azért volt különösen alkalmas, mert az 1950-es évekig csak egy keskeny csapáson lehetett megközelíteni. A völgy olyan meredek, hogy a csaknem a vízválasztóig kiépített autóút végig szerpentinezik; a falu fölső vége táján két gerinc alatt is alagúton vezették át.
A falutól keletre magasodó csúcsok:
- Cedro (1759 m)
- Pico do Serrado (1088 m);

a falutól nyugatra:
- Pico do Serradinho (1443 m),
- Pico da Malhada (1236 m),
- Pico do Cedro (901 m).

Településrészek lefelé a patak folyása mentén:
- Achada,
- Casas Próximas,
- Murteiras,
- Capela,
- Balseiros,
- Terra Chã (egy oldalvölgyben),
- Curral de Baixo,
- Seara Velha,
- Lombo Chão.

## Gazdasága
A 16–18. században, mint a sziget közepe felé általánosan, itt is az állattenyésztés (marhatartás) volt a gazdaság húzó ágazata, majd apránként a gesztenyetermesztés került előtérbe.

## Látnivalók, nevezetességek
- A falu főterén álló templom elődje az a kápolna volt, amit az apácák emeltek hálából, amiért 1566-ban sértetlenül sikerült átvészelniük a kalózok különösen nagy és kegyetlen támadását.
- A falu fő nevezetessége az október/november fordulója tájékán rendezett gesztenyeünnep. Ilyenkor látványos folklórbemutatókat tartanak, és a látogatók megkóstolhatják a gesztenyéből készült étel- és italkülönlegességeket, mint például:
  - gesztenyekenyér,
  - gesztenyelikőr,
  - sült gesztenye,
  - gesztenyeleves,
  - gesztenyetorta.
- Szép kilátásáról ismert a Pico do Serrado csúcs alatt, a Funchalból Curral das Freirasba vezető út mentén található Eira do Serrado nyereg.
- A másik oldalon hasonlóan látványos kilátás nyílik a Pico da Malhada csúcsáról – erre a hegyre Câmara de Lobosból visz fel autóút.